# ماریان پلکهکو
ماریان پلکهکو (اوکراینی: Мар'ян Іванович Плахетко؛ ۱ مارس ۱۹۴۵ – ۲۲ فوریهٔ ۲۰۲۰) بازیکن فوتبال اهل اتحاد جماهیر شوروی سوسیالیستی بود.
از باشگاه‌هایی که در آن بازی کرده‌است می‌توان به باشگاه فوتبال زسکا مسکو و باشگاه فوتبال کارپاتی لویو اشاره کرد.
وی همچنین در تیم ملی فوتبال شوروی بازی کرده‌است.